# علم فلوريدا

علم ولاية فلوريدا الحالي

علم ولاية فلوريدا المستخدم مابين 6 آب عام 1868 م - 6 تشرين الثاني عام 1900 م

أعتمد العلم ولاية فلوريدا في يوم 24 أيلول - سبتمبر من سنة 1900 م .